# Acropora palmerae
Acropora palmerae là một loài san hô trong họ Acroporidae. Loài này được Wells mô tả khoa học năm 1954.